# Raimondo Zoccola
Raimondo Zoccola (fl. XIII secolo) è stato un personaggio storico italiano, nato presumibilmente tra la fine del secolo XII e l’inizio del XIII a Bologna. Come riferiscono numerosi autori fu podestà di Piacenza.

## Persecuzione dei Catari nel Piacentino
Nell'anno 1230, durante il suo mandato, nel tentativo di difendere il cattolicesimo e arginare il diffondersi dell'eresia Catara nel Piacentino, Raimondo si fece propositore di una feroce repressione ordinando l'arresto di numerosi eretici Catari, che furono successivamente condannati al rogo. Alcuni anni dopo, nella stessa piazza in cui il podestà aveva fatto giustiziare tali eretici, il frate predicatore Orlando da Cremona, durante un sermone fu aggredito e preso a sassate da alcuni di questi, che lo ferirono a morte.